# Női 200 méteres vegyesúszás a 2013-as úszó-világbajnokságon
A női 200 méteres vegyesúszás versenyt a 2013-as úszó-világbajnokságon július 28-án és 29-én rendezték meg. Előbb a selejtezőt és az elődöntőt, másnap a döntőt.

## Rekordok
|                    | Név           | Nemzetiség       | Idő     | Helyszín | Dátum            |
| ------------------ | ------------- | ---------------- | ------- | -------- | ---------------- |
| Világcsúcs         | Ariana Kukors | Egyesült Államok | 2:06.15 | Róma     | 2009. július 27. |
| Világbajnoki csúcs | Ariana Kukors | Egyesült Államok | 2:06.15 | Róma     | 2009. július 27. |

## Érmesek
| Arany                         | Ezüst                      | Bronz                           |
| Hosszú Katinka · Magyarország | Alicia Coutts · Ausztrália | Mireia Belmonte · Spanyolország |

## Eredmények

### Selejtező
| Helyezés | Futam | Pálya | Név                       | Nemzetiség | Idő     | Megjegyzés |
| -------- | ----- | ----- | ------------------------- | ---------- | ------- | ---------- |
| 1        | 5     | 5     | Hosszú Katinka            | HUN        | 2:08.45 | Q          |
| 2        | 5     | 4     | Je Si-ven                 | CHN        | 2:10.20 | Q          |
| 3        | 5     | 3     | Emily Seebohm             | AUS        | 2:11.12 | Q          |
| 4        | 3     | 6     | Elizabeth Beisel          | USA        | 2:11.16 | Q          |
| 5        | 3     | 4     | Caitlin Leverenz          | USA        | 2:11.54 | Q          |
| 6        | 5     | 2     | Siobhan-Marie O'Connor    | GBR        | 2:11.64 | Q          |
| 7        | 4     | 4     | Alicia Coutts             | AUS        | 2:11.88 | Q          |
| 8        | 3     | 5     | Mireia Belmonte           | ESP        | 2:12.11 | Q          |
| 9        | 5     | 6     | Kanako Watanabe           | JPN        | 2:12.28 | Q          |
| 10       | 4     | 3     | Sophie Allen              | GBR        | 2:12.31 | Q          |
| 10       | 4     | 5     | Jakabos Zsuzsanna         | HUN        | 2:12.31 | Q          |
| 12       | 4     | 2     | Miho Teramura             | JPN        | 2:12.91 | Q          |
| 13       | 3     | 3     | Zhang Wenqing             | CHN        | 2:13.40 | Q          |
| 14       | 3     | 2     | Viktorija Andrejeva       | RUS        | 2.13.61 | Q          |
| 15       | 4     | 7     | Erika Seltenreich-Hodgson | CAN        | 2:13.84 | Q          |
| 16       | 4     | 6     | Beatriz Gómez Cortés      | ESP        | 2:13.98 | Q          |
| 17       | 4     | 1     | Stina Gardell             | SWE        | 2:14.02 |            |
| 18       | 4     | 0     | Sycerika McMahon          | IRL        | 2:14.38 |            |
| 19       | 5     | 0     | Sophie de Ronchi          | FRA        | 2:14.57 |            |
| 20       | 5     | 7     | Theresa Michalak          | GER        | 2:14.73 |            |
| 21       | 3     | 7     | Lisa Zaiser               | AUT        | 2:14.85 |            |
| 22       | 3     | 1     | Alexandra Wenk            | GER        | 2:14.90 |            |
| 23       | 2     | 5     | Erica Dittmer             | MEX        | 2:14.93 |            |
| 24       | 2     | 6     | Barbora Závadová          | CZE        | 2:14.98 |            |
| 25       | 5     | 1     | Stefania Pirozzi          | ITA        | 2:14.98 |            |
| 26       | 4     | 8     | Joanna Melo               | BRA        | 2:15.00 |            |
| 27       | 5     | 8     | Alexa Komarnycky          | CAN        | 2:15.08 |            |
| 28       | 3     | 8     | Hanna Dzerkal             | UKR        | 2:16.52 |            |
| 29       | 2     | 1     | Marlies Ross              | RSA        | 2:16.94 |            |
| 30       | 4     | 9     | Victoria Kaminskaya       | POR        | 2:17.21 |            |
| 31       | 3     | 9     | Katarína Listopadová      | SVK        | 2:17.87 |            |
| 32       | 2     | 2     | Siow Yi Ting              | MAS        | 2:17.90 |            |
| 33       | 3     | 0     | Eygló Ósk Gústafsdóttir   | ISL        | 2:18.18 |            |
| 34       | 2     | 4     | Cheng Wan-jung            | TPE        | 2:18.47 |            |
| 35       | 5     | 9     | Ranohon Amanova           | UZB        | 2:18.60 |            |
| 36       | 2     | 7     | Zara Bailey               | JAM        | 2:18.88 |            |
| 37       | 2     | 3     | Tanja Kylliäinen          | FIN        | 2:20.09 |            |
| 38       | 2     | 8     | Samantha Louisa Yeo       | SIN        | 2:20.19 |            |
| 39       | 2     | 9     | McKayla Lightbourn        | BAH        | 2:20.83 |            |
| 40       | 2     | 0     | Chan Kin Lok              | HKG        | 2:22.09 |            |
| 41       | 1     | 6     | Matelita Buadromo         | FIJ        | 2:27.56 |            |
| 42       | 1     | 4     | Loreen Whitfield          | ASA        | 2:28.05 |            |
| 43       | 1     | 5     | Elvira Hasanova           | AZE        | 2:30.27 |            |
| 44       | 1     | 3     | Lianna Catherine Swan     | PAK        | 2:32.61 |            |

### Elődöntő

#### Első elődöntő
| Helyezés | Pálya | Név                    | Nemzetiség | Idő     | Megjegyzés |
| -------- | ----- | ---------------------- | ---------- | ------- | ---------- |
| 1        | 4     | Je Si-ven              | CHN        | 2:09.12 | Q          |
| 2        | 6     | Mireia Belmonte        | ESP        | 2:10.66 | Q          |
| 3        | 2     | Jakabos Zsuzsanna      | HUN        | 2:11.21 | Q          |
| 4        | 3     | Siobhan-Marie O'Connor | GBR        | 2:11.33 | Q          |
| 5        | 5     | Elizabeth Beisel       | USA        | 2:11.69 |            |
| 6        | 1     | Viktorija Andrejeva    | RUS        | 2:12.67 |            |
| 7        | 7     | Miho Teramura          | JPN        | 2:14.02 |            |
| 8        | 8     | Beatriz Gómez Cortés   | ESP        | 2:15.11 |            |

#### Második elődöntő
| Helyezés | Pálya | Név                       | Nemzetiség | Idő     | Megjegyzés |
| -------- | ----- | ------------------------- | ---------- | ------- | ---------- |
| 1        | 4     | Hosszú Katinka            | HUN        | 2:08.59 | Q          |
| 2        | 6     | Alicia Coutts             | AUS        | 2:10.06 | Q          |
| 3        | 7     | Sophie Allen              | GBR        | 2:10.23 | Q          |
| 4        | 5     | Emily Seebohm             | AUS        | 2:10.70 | Q, WD      |
| 5        | 3     | Caitlin Leverenz          | USA        | 2:11.05 | Q          |
| 6        | 1     | Zhang Wenqing             | CHN        | 2:11.34 |            |
| 7        | 2     | Kanako Watanabe           | JPN        | 2:11.50 |            |
| 8        | 8     | Erika Seltenreich-Hodgson | CAN        | 2:16.12 |            |

### Döntő
| Helyezés  | Pálya | Név                    | Nemzetiség | Idő     | Megjegyzés |
| --------- | ----- | ---------------------- | ---------- | ------- | ---------- |
| Aranyérem | 4     | Hosszú Katinka         | HUN        | 2:07.92 |            |
| Ezüstérem | 3     | Alicia Coutts          | AUS        | 2:09.39 |            |
| Bronzérem | 2     | Mireia Belmonte        | ESP        | 2:09.45 |            |
| 4         | 5     | Je Si-ven              | CHN        | 2:10.48 |            |
| 5         | 7     | Caitlin Leverenz       | USA        | 2:10.73 |            |
| 6         | 1     | Jakabos Zsuzsanna      | HUN        | 2:10.95 |            |
| 7         | 6     | Sophie Allen           | GBR        | 2:11.32 |            |
| 8         | 8     | Siobhan-Marie O'Connor | GBR        | 2:12.03 |            |